# Duttaphrynus silentvalleyensis
Duttaphrynus silentvalleyensis es una especie de anfibio anuro de la familia Bufonidae.

## Distribución geográfica
Esta especie es endémica del Parque nacional del Valle Silencioso en Kerala, India. Habita a unos 800 m de altitud en los Ghats occidentales.

## Etimología
Su nombre de especie, compuesto por silentvalley y el sufijo latín -ensis, significa "que vive, que habita", y le fue dado en referencia al lugar de su descubrimiento.

## Publicación original
- Pillai, 1981 : Two new species of Amphibia from Silent Valley, Kerala. Records of the Zoological Survey of India, vol. 3, p. 153-158.[5]